# Општина Лелесе (Хунедоара)
Лелесе (рум. Lelese) општина је у Румунији у округу Хунедоара.
Oпштина се налази на надморској висини од 750 m.